# 曾家乡
曾家乡，是中华人民共和国四川省达州市万源市下辖的一个乡镇级行政单位。

## 行政区划
曾家乡下辖以下地区：
曾家村、覃家坝村、龙泉村、新桥河村和花红湾村。